# Viễn An
Viễn An (chữ Hán giản thể: 远安县, Hán Việt: Viễn An huyện) là một huyện thuộc địa cấp thị Nghi Xương, tỉnh Hồ Bắc, Cộng hòa Nhân dân Trung Hoa. Huyện này có diện tích 1752,3 km², dân số năm 2004 là 200.000 người. Viễn An được chia ra các đơn vị hành chính gồm 6 trấn: Hoa Lâm Tự, Cựu Huyện, Dương Bình, Mao Bình Trường, Hà Hoa; hương Hà Khẩu.

## Khí hậu
| Dữ liệu khí hậu của Viễn An, elevation 142 m (466 ft), (1991–2020 normals) | Dữ liệu khí hậu của Viễn An, elevation 142 m (466 ft), (1991–2020 normals) | Dữ liệu khí hậu của Viễn An, elevation 142 m (466 ft), (1991–2020 normals) | Dữ liệu khí hậu của Viễn An, elevation 142 m (466 ft), (1991–2020 normals) | Dữ liệu khí hậu của Viễn An, elevation 142 m (466 ft), (1991–2020 normals) | Dữ liệu khí hậu của Viễn An, elevation 142 m (466 ft), (1991–2020 normals) | Dữ liệu khí hậu của Viễn An, elevation 142 m (466 ft), (1991–2020 normals) | Dữ liệu khí hậu của Viễn An, elevation 142 m (466 ft), (1991–2020 normals) | Dữ liệu khí hậu của Viễn An, elevation 142 m (466 ft), (1991–2020 normals) | Dữ liệu khí hậu của Viễn An, elevation 142 m (466 ft), (1991–2020 normals) | Dữ liệu khí hậu của Viễn An, elevation 142 m (466 ft), (1991–2020 normals) | Dữ liệu khí hậu của Viễn An, elevation 142 m (466 ft), (1991–2020 normals) | Dữ liệu khí hậu của Viễn An, elevation 142 m (466 ft), (1991–2020 normals) | Dữ liệu khí hậu của Viễn An, elevation 142 m (466 ft), (1991–2020 normals) |
| Tháng                                                                      | 1                                                                          | 2                                                                          | 3                                                                          | 4                                                                          | 5                                                                          | 6                                                                          | 7                                                                          | 8                                                                          | 9                                                                          | 10                                                                         | 11                                                                         | 12                                                                         | Năm                                                                        |
| -------------------------------------------------------------------------- | -------------------------------------------------------------------------- | -------------------------------------------------------------------------- | -------------------------------------------------------------------------- | -------------------------------------------------------------------------- | -------------------------------------------------------------------------- | -------------------------------------------------------------------------- | -------------------------------------------------------------------------- | -------------------------------------------------------------------------- | -------------------------------------------------------------------------- | -------------------------------------------------------------------------- | -------------------------------------------------------------------------- | -------------------------------------------------------------------------- | -------------------------------------------------------------------------- |
| Trung bình ngày tối đa °C (°F)                                             | 8.9 (48.0)                                                                 | 11.7 (53.1)                                                                | 17.9 (64.2)                                                                | 23.4 (74.1)                                                                | 27.2 (81.0)                                                                | 30.1 (86.2)                                                                | 32.8 (91.0)                                                                | 33.3 (91.9)                                                                | 28.1 (82.6)                                                                | 22.9 (73.2)                                                                | 16.9 (62.4)                                                                | 11.5 (52.7)                                                                | 22.1 (71.7)                                                                |
| Trung bình ngày °C (°F)                                                    | 4.0 (39.2)                                                                 | 6.2 (43.2)                                                                 | 11.6 (52.9)                                                                | 16.9 (62.4)                                                                | 21.3 (70.3)                                                                | 24.9 (76.8)                                                                | 27.5 (81.5)                                                                | 27.4 (81.3)                                                                | 22.7 (72.9)                                                                | 17.2 (63.0)                                                                | 11.7 (53.1)                                                                | 5.9 (42.6)                                                                 | 16.4 (61.6)                                                                |
| Tối thiểu trung bình ngày °C (°F)                                          | 0.6 (33.1)                                                                 | 2.3 (36.1)                                                                 | 7.0 (44.6)                                                                 | 11.9 (53.4)                                                                | 16.8 (62.2)                                                                | 21.0 (69.8)                                                                | 23.8 (74.8)                                                                | 23.4 (74.1)                                                                | 19.2 (66.6)                                                                | 13.5 (56.3)                                                                | 8.2 (46.8)                                                                 | 2.1 (35.8)                                                                 | 12.5 (54.5)                                                                |
| Lượng Giáng thủy trung bình mm (inches)                                    | 21.3 (0.84)                                                                | 30.8 (1.21)                                                                | 47.0 (1.85)                                                                | 93.2 (3.67)                                                                | 129.2 (5.09)                                                               | 158.4 (6.24)                                                               | 216.2 (8.51)                                                               | 173.9 (6.85)                                                               | 84.4 (3.32)                                                                | 73.5 (2.89)                                                                | 42.2 (1.66)                                                                | 14.2 (0.56)                                                                | 1.084,3 (42.69)                                                            |
| Số ngày giáng thủy trung bình (≥ 0.1 mm)                                   | 7.0                                                                        | 8.1                                                                        | 10.4                                                                       | 11.7                                                                       | 13.4                                                                       | 12.7                                                                       | 14.5                                                                       | 12.9                                                                       | 10.0                                                                       | 10.3                                                                       | 8.7                                                                        | 6.3                                                                        | 126                                                                        |
| Số ngày tuyết rơi trung bình                                               | 3.7                                                                        | 2.7                                                                        | 1.0                                                                        | 0                                                                          | 0                                                                          | 0                                                                          | 0                                                                          | 0                                                                          | 0                                                                          | 0                                                                          | 0.2                                                                        | 1.4                                                                        | 9                                                                          |
| Độ ẩm tương đối trung bình (%)                                             | 73                                                                         | 72                                                                         | 72                                                                         | 74                                                                         | 75                                                                         | 79                                                                         | 81                                                                         | 79                                                                         | 77                                                                         | 78                                                                         | 78                                                                         | 74                                                                         | 76                                                                         |
| Số giờ nắng trung bình tháng                                               | 96.4                                                                       | 96.9                                                                       | 129.2                                                                      | 152.3                                                                      | 162.4                                                                      | 156.6                                                                      | 190.1                                                                      | 198.9                                                                      | 148.5                                                                      | 142.6                                                                      | 126.5                                                                      | 109.1                                                                      | 1.709,5                                                                    |
| Phần trăm nắng có thể                                                      | 30                                                                         | 31                                                                         | 35                                                                         | 39                                                                         | 38                                                                         | 37                                                                         | 44                                                                         | 49                                                                         | 40                                                                         | 41                                                                         | 40                                                                         | 35                                                                         | 38                                                                         |
| Nguồn: China Meteorological Administration                                 |                                                                            |                                                                            |                                                                            |                                                                            |                                                                            |                                                                            |                                                                            |                                                                            |                                                                            |                                                                            |                                                                            |                                                                            |                                                                            |